# ТЕС Апаресіда
3°7′47″ пд. ш. 60°1′57″ зх. д. / 3.12972° пд. ш. 60.03250° зх. д.
ТЕС Апаресіда — теплова електростанція в Бразилії у штаті Амазонас. Є однією з багатьох ТЕС, які працюють чи працювали у розташованому в центрі Амазонії місті Манаус.
Станом на 1981-й рік потужність ТЕС Апаресіда становила 32 МВт. В подальшому на майданчику змонтували ще кілька турбогенераторів, що збільшило показник станції в кілька разів:
- в 1985-му стали до ладу дві встановлені на роботу у відкритому циклі газові турбіни Pratt & Whitney FT-4 моделі GG4C-3F потужністю по 20 МВт (турбогенератори № 5 та № 6);
- в 1997-му додали дві встановлені на роботу у відкритому циклі газові турбіни General Electric LM6000PA потужністю по 36 МВт (турбогенератори № 7 та № 8).
Сукупність перелічених вище об'єктів також відома як ТЕС Апаресіда Bloco І. Крім того, не пізніше 2008-го до складу станції Апаресіда включили розташовані поруч генеруючі потужності, котрі раніше рахувались як окрема електростанція ТЕС D. Вона стала до ладу в 1998 році та мала дві встановлені на роботу у відкритому циклі газові турбіни General Electric LM6000PC потужністю по 40 МВт. Після приєднання цей компонент станції отримав найменування Апаресіда Bloco II (а турбогенератори — номери 9 та 10).
Оскільки перші чотири турбоагрегати вже були виведені з експлуатації, загальний показник ТЕС Апаресіда за наведеними вище даними досягнув 192 МВт (турбогенератори 5 — 10). При цьому в інших джерелах потужності турбін зазначаються як 30,9 МВт, 49,8 МВт та 60,5 МВт, а загальний показник станції — до 280 МВт (можливо відзначити, що Манаус розташований у кліматичній зоні з високою температурою та вологістю, тобто там, де фактичні потужності газових турбін суттєво відрізняються від номінальних в умовах ISO).
Станом на кінець 2010-х загальна потужність станції за звітом її власника рахувалась як 166 МВт.
Первісно ТЕС використовувала нафтопродукти, проте після запуску в кінці 2000-х газопроводу Уруку – Коарі – Манаус перейшла на блакитне паливо.
Видача продукції відбувається по ЛЕП, розрахованій на роботу під напругою 69 кВ.